# 김민석 (1992년생 배우)
김민석(1992년 7월 6일 ~ )은 대한민국의 배우이다.

## 학력
- 한국예술종합학교 연극원 연기과

## 출연작

### 영화
- 《나의 특별한 형제》 (2019년) - 멧돼지 역
- 《흥부》 (2018년) - 과거 관군 역
- 《부산행》 (2016년) - 야구부 1번 역
- 《초인》 (2016년) - 민식 역
- 《해수탕 여인》 (2014년) - 큰 아들 역
- 《한 그대》 (2014년) - 호구 역

### 드라마
- 《대운을 잡아라》https://ko.m.wikipedia.org/wiki/%EB%8C%80%EC%9A%B4%EC%9D%84_%EC%9E%A1%EC%95%84%EB%9D%BC (2025년, KBS1) - 허광식 역
- 《무인도의 디바》 (2023년, tvN) - 한대웅 역
- 《금혼령, 조선 혼인 금지령》 (2022년~2023년, MBC) - 왕배 역
- 《돼지의 왕》 (2022년, 티빙) - 최성규 역
- 《연모》 (2021년, KBS2) - 최만달 역
- 《로스쿨》 (2021년, JTBC) - 조예범 역
- 《스타트업》 (2020년, tvN) - 박동천 역
- 《포레스트》 (2020년, KBS2)
- 《저스티스》 (2019년, KBS2) - 이동일 역
- 《톱스타 유백이》 (2018년, tvN) - 박동춘 역
- 《당신의 하우스헬퍼》 (2018년, KBS2) - 서호기 역
- 《나의 아저씨》 (2018년, tvN) - 여형규 역
- 《애간장》 (2018년, OCN) - 김민석 역
- 《최강 배달꾼》 (2017년, KBS2) - 호영 역
- 《그녀는 거짓말을 너무 사랑해》 (2017년, tvN) - 구준석 역
- 《KBS 드라마 스페셜 - 빨간선생님》 (2016년, KBS2) - 상구 역
- 《월계수 양복점 신사들》 (2016년, KBS2) - 강동훤 역